# Фуркрея
Фуркрея (лат. Furcraea) — род растений подсемейства Агавовые, семейства Спаржевые.
Род назван в честь французского химика Антуана де Фуркруа.
Некоторые виды фуркреи, например фуркрея вонючая (Furcraea foetida) и фуркрея шестилепестная (Furcraea hexapetala), культивируются для получения эластичного волокна, применяемого в производстве грубой ткани, мешков, верёвок, сетей. Фуркреи также выращивают в качестве декоративных растений.

## Виды
По информации базы данных The Plant List, род включает 23 вида:
- Furcraea acaulis (Kunth) B.Ullrich
- Furcraea andina Trel.
- Furcraea antillana A.Álvarez
- Furcraea boliviensis Ravenna
- Furcraea cabuya Trel.
- Furcraea depauperata Jacobi
- Furcraea foetida (L.) Haw. — Фуркрея вонючая
- Furcraea guatemalensis Trel.
- Furcraea guerrerensis Matuda
- Furcraea hexapetala (Jacq.) Urb. — Фуркрея шестилепестная
- Furcraea longaeva Karw. & Zucc.
- Furcraea macdougalii Matuda
- Furcraea martinezii García-Mend. & L.de la Rosa
- Furcraea niquivilensis Matuda ex García-Mend.
- Furcraea occidentalis Trel.
- Furcraea parmentieri (Roezl) García-Mend.
- Furcraea quicheensis Trel.
- Furcraea samalana Trel.
- Furcraea selloa K.Koch
- Furcraea stratiotes Petersen
- Furcraea stricta Jacobi
- Furcraea tuberosa (Mill.) Aiton
- Furcraea undulata Jacobi